# Hugo Koblet
Hugo Koblet (født 21. marts 1925, død 6. november 1964), var en scweizisk professionel cykelrytter.
Han blev født i Zürich og begyndte sin professionelle karriere i 1946. Det første sted, han slog sit navn fast, var på cykelbanen i forfølgelsesløb, hvor han vandt det schweiziske mesterskab hvert eneste år mellem 1947 og 1954. I 1947 vandt han bronze ved verdensmesterskabet i forfølgelsesløb, og i 1951 og igen i 1954 vandt han sølv.
Efter en sejr i det schweiziske mesterskab i landevejsløb i 1950, blev Koblet berømt over hele Europa, da han samme år blev den første ikke-italienske vinder af Giro d'Italia. I 1951 slog han den store italienske cykelrytter, Fausto Coppi, da han vandt Grand Prix des Nations (en enkeltstart der i samtiden blev anset for at være det uofficielle verdensmesterskab). Samme år kom den vigtigste sejr i karrieren: han vandt Tour de France, og undervejs snuppede han fem etapesejre.
Hugo Koblet var en flot mand, hvis berømmelse bragte ham en sværm af smukke kvinder og medførte en livsstil, der påvirkede hans karriere. Selvom han dog kørte med rimelig succes, heriblandt to andenpladser i Giroen, nåede hans karriere aldrig højderne fra 1950-51. Han trak sig tilbage i 1958.
Seks år efter sin tilbagetrækning, døde Koblet som 39-årig i en bilulykke under omstændigheder, der har medført spekulationer om, at hans død var et selvmord snarere end en ulykke. Øjenvidner fortalte, at de så Koblet køre sin hvide Alfa Romeo med høj fart på motorvejen mellem Zürich og Esslingen. Vejret og vejens tilstand var ideelle, men bilen kørte angiveligt direkte ind i et træ, uden at føreren gjorde noget for at forhindre ulykken.

## Større sejre
- 1950
  - Giro d'Italia: samlet nr. 1
  - Schweiz Rundt: samlet nr. 1
- 1951
  - Tour de France: samlet nr. 1
  - Grand Prix des Nations: nr. 1
- 1952
  - Meisterschaft von Zürich: nr. 1
- 1953
  - Schweiz Rundt: samlet nr. 1
  - Romandiet Rundt: samlet nr. 1
  - Giro d'Italia: samlet nr. 2
- 1954
  - Meisterschaft von Zürich: nr. 1
  - Giro d'Italia: samlet nr. 2
- 1955
  - Schweiz Rundt: samlet nr. 1
  - Schweizisk mester i landevejsløb.